# 4787 Shulʹzhenko
4787 Shulʹzhenko (1986 RC7) là một tiểu hành tinh vành đai chính được phát hiện ngày 6 tháng 9 năm 1986 bởi L. V. Zhuravleva ở Nauchnyj.